# Мерримак (река)
Ме́рримак (англ. Merrimack River) — река в штатах Нью-Гэмпшир и Массачусетс. Длина реки — 177 км. Площадь водосбора — 12900 км².
Река берёт начало в городе Франклин при слиянии рек Уиннипесоки и Пемиджевоссит, далее течёт в южном направлении, пересекая границу с Массачусетсом. У города Лоуэлл река поворачивает на северо-восток, где впадает в Атлантический океан около Ньюберипорта. К югу от устья реки находится остров Плам.
Одна из версий происхождения названия — от одного наречия алгонкинов «merruhauke» («место с сильным течением»).
В мае 2006 года на реке произошло сильное наводнение.

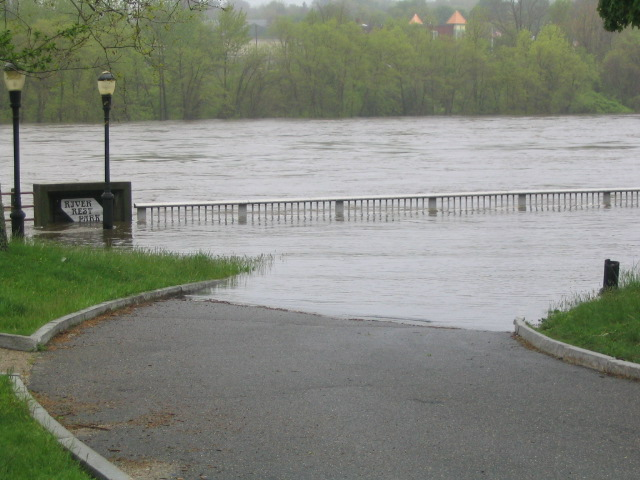
Река Мерримак во время наводнения в мае 2006 в Хэйверхилл (Массачусетс).

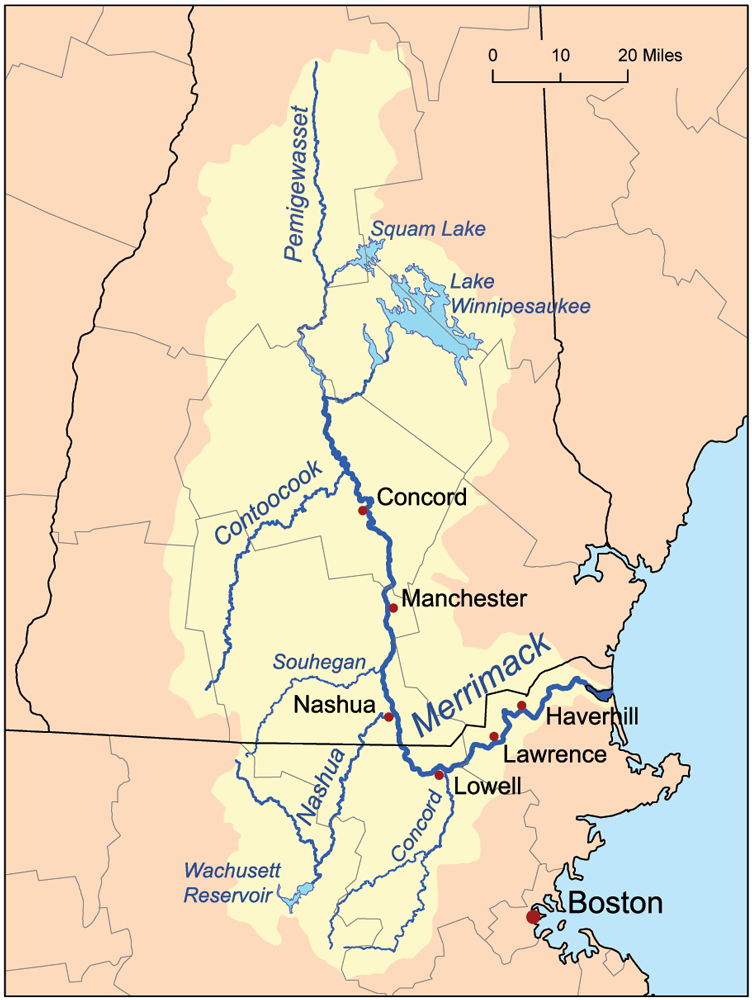
Бассейн Мерримака